# Nycteola duplana
Nycteola duplana är en fjärilsart som beskrevs av Fabricius 1777. Nycteola duplana ingår i släktet Nycteola och familjen trågspinnare. Inga underarter finns listade i Catalogue of Life.